# Peintre (Jura)
Pour les articles homonymes, voir Peintre.
Peintre est une commune française située dans le département du Jura, dans la région culturelle et historique de Franche-Comté et la région administrative Bourgogne-Franche-Comté.

## Géographie

### Climat
Pour des articles plus généraux, voir Climat de la Bourgogne-Franche-Comté et Climat du département du Jura.
En 2010, le climat de la commune est de type climat océanique dégradé des plaines du Centre et du Nord, selon une étude du Centre national de la recherche scientifique s'appuyant sur une série de données couvrant la période 1971-2000. En 2020, Météo-France publie une typologie des climats de la France métropolitaine dans laquelle la commune est exposée à un climat semi-continental et est dans la région climatique  Bourgogne, vallée de la Saône, caractérisée par un bon ensoleillement (1 900 h/an), un été chaud (18,5 °C), un air sec au printemps et en été et des vents faibles. 
Pour la période 1971-2000, la température annuelle moyenne est de 10,6 °C, avec une amplitude thermique annuelle de 17,8 °C. Le cumul annuel moyen de précipitations est de 918 mm, avec 12,2 jours de précipitations en janvier et 8,4 jours en juillet. Pour la période 1991-2020, la température moyenne annuelle observée sur la station météorologique de Météo-France la plus proche, « Dole », sur la commune de Dole à 11 km à vol d'oiseau, est de 11,6 °C et le cumul annuel moyen de précipitations est de 1 023,0 mm. 
La température maximale relevée sur cette station est de 40 °C, atteinte le 31 juillet 2020 ; la température minimale est de −24 °C, atteinte le 10 janvier 1985,,. 
Les paramètres climatiques de la commune ont été estimés pour le milieu du siècle (2041-2070) selon différents scénarios d'émission de gaz à effet de serre à partir des nouvelles projections climatiques de référence DRIAS-2020. Ils sont consultables sur un site dédié publié par Météo-France en novembre 2022.

## Urbanisme

### Typologie
Au 1er janvier 2024, Peintre est catégorisée commune rurale à habitat dispersé, selon la nouvelle grille communale de densité à sept niveaux définie par l'Insee en 2022.
Elle est située hors unité urbaine. Par ailleurs la commune fait partie de l'aire d'attraction de Dole, dont elle est une commune de la couronne,. Cette aire, qui regroupe 87 communes, est catégorisée dans les aires de 50 000 à moins de 200 000 habitants,.

### Occupation des sols
L'occupation des sols de la commune, telle qu'elle ressort de la base de données européenne d’occupation biophysique des sols Corine Land Cover (CLC), est marquée par l'importance des territoires agricoles (53,7 % en 2018), une proportion identique à celle de 1990 (53,7 %). La répartition détaillée en 2018 est la suivante : 
forêts (41,9 %), terres arables (38,6 %), prairies (15 %), zones urbanisées (4,4 %). L'évolution de l’occupation des sols de la commune et de ses infrastructures peut être observée sur les différentes représentations cartographiques du territoire : la carte de Cassini (XVIIIe siècle), la carte d'état-major (1820-1866) et les cartes ou photos aériennes de l'IGN pour la période actuelle (1950 à aujourd'hui).

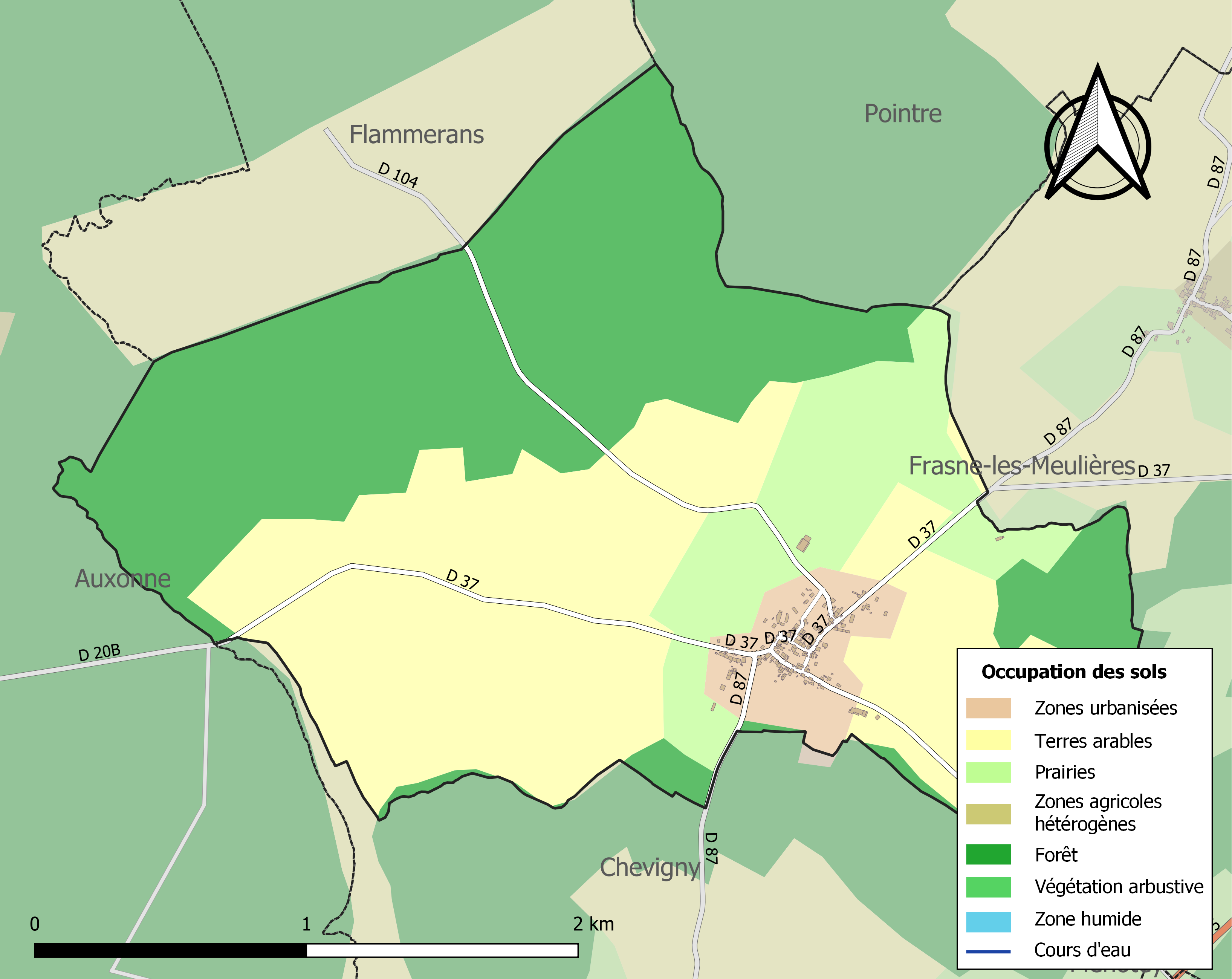
Carte des infrastructures et de l'occupation des sols de la commune en 2018 (CLC).

## Histoire
Des médailles gauloises et romaines retrouvées dans le bois de Cronge, au nord de la commune, attestent d'une présence humaine ancienne sur le territoire de la commune.
Le village de Peintre dépendait de la prévôté de Montmirey, avant de devenir une seigneurie dès le XIVe siècle, appartenant alors à la famille de Champdivers. Celle-ci passe ses droits à la famille de Lantenne au XVe siècle, avec un Pierre de Lanthenne, chevalier et seigneur de Peintre, attesté en 1453.
Moins d'un siècle plus tard, la seigneurie passe brièvement aux mains de la famille de Montrichard, avec Pierre de Montrichard, seigneur de Peintre et d'Évans, avant de rentrer dès 1540 dans la maison des comtes de Poligny, à la suite du mariage de sa fille, Anne, avec Joachim de Poligny.
Le 22 mai 1656, Peintre devient possession de la famille de Froissard (branche de Broissia) avec Jean-Claude-Joseph de Froissard, fils de Claudine de Poligny et François de Froissard. Son fils, Joseph-Ignace-François, vend en 1757 la seigneurie pour 100 000 francs à Françoise-Hélène Juliard, qui, peu de temps après, la cède à son tour à Luc Marquis. La seigneurie reste possession des Marquis jusqu'en 1783, avec la mort de Claude-Joseph-Nicolas, petit-fils de Luc.

Famille de Champdivers (XIVe - milieu XVe) : d'azur au chevron d'or.
Famille de Lantenne (milieu XVe - début XVIe) : de sable à la croix d'argent.
Famille de Montrichard (début XVIe - 1540) : de vair à la croix de gueules.
Famille de Poligny (1540 - 1656) : de gueules au chevron d'argent.
Famille de Froissard (1656 - 1757) : d'azur au cerf passant d'or.

## Politique et administration
| Période                                  | Période  | Identité         | Étiquette | Qualité               |
| ---------------------------------------- | -------- | ---------------- | --------- | --------------------- |
| vers 1836                                |          | Pierre Etiévant  |           |                       |
| vers 1880                                |          | Joseph Pyot      |           |                       |
| vers 1887                                |          | M. Etiévant      |           |                       |
| Les données manquantes sont à compléter. |          |                  |           |                       |
| mars 2001                                | mai 2020 | Dominique Pernin | EXG       | Professeur des écoles |
| mai 2020                                 | En cours | Olivier Gruet    | DVG       |                       |

## Démographie
L'évolution du nombre d'habitants est connue à travers les recensements de la population effectués dans la commune depuis 1793. Pour les communes de moins de 10 000 habitants, une enquête de recensement portant sur toute la population est réalisée tous les cinq ans, les populations de référence des années intermédiaires étant quant à elles estimées par interpolation ou extrapolation. Pour la commune, le premier recensement exhaustif entrant dans le cadre du nouveau dispositif a été réalisé en 2006.

En 2022, la commune comptait 134 habitants, en évolution de +8,94 % par rapport à 2016 (Jura : −0,81 %, France hors Mayotte : +2,11 %).
| 1793 | 1800 | 1806 | 1821 | 1831 | 1836 | 1841 | 1846 | 1851 |
| ---- | ---- | ---- | ---- | ---- | ---- | ---- | ---- | ---- |
| 312  | 330  | 359  | 391  | 354  | 375  | 388  | 356  | 349  |

| 1856 | 1861 | 1866 | 1872 | 1876 | 1881 | 1886 | 1891 | 1896 |
| ---- | ---- | ---- | ---- | ---- | ---- | ---- | ---- | ---- |
| 306  | 321  | 286  | 296  | 280  | 244  | 246  | 222  | 226  |

| 1901 | 1906 | 1911 | 1921 | 1926 | 1931 | 1936 | 1946 | 1954 |
| ---- | ---- | ---- | ---- | ---- | ---- | ---- | ---- | ---- |
| 220  | 213  | 193  | 182  | 169  | 161  | 137  | 136  | 134  |

| 1962 | 1968 | 1975 | 1982 | 1990 | 1999 | 2006 | 2011 | 2016 |
| ---- | ---- | ---- | ---- | ---- | ---- | ---- | ---- | ---- |
| 148  | 131  | 120  | 114  | 131  | 135  | 137  | 125  | 123  |

| 2021 | 2022 | - | - | - | - | - | - | - |
| ---- | ---- | - | - | - | - | - | - | - |
| 134  | 134  | - | - | - | - | - | - | - |

## Culture locale et patrimoine

### Lieux et monuments
- Église Saint-Sébastien (XVIIIe – XIXe siècle), rue du Lavoir ;
- Oratoire (XVIIe siècle), à l'angle des rues de Chevigny et d'Auxonne, classé MH depuis 1986[19] ;
- Lavoir-fontaine (XIXe siècle), inscrit MH depuis 1986[20] ;
- Croix de chemin (XIXe siècle), à l'angle des rues d'Auxonne, du Lavoir et de Menotey ;
- Croix de mission (XIXe siècle), rue du Lavoir ;
- Égayoir, dit le « creux » ;
- Mairie, rue du Lavoir ;
- Monument aux morts (XXe siècle), rue du Lavoir ;
- Moulin de Peintre ;
- Moulin de Monge (ruiné).

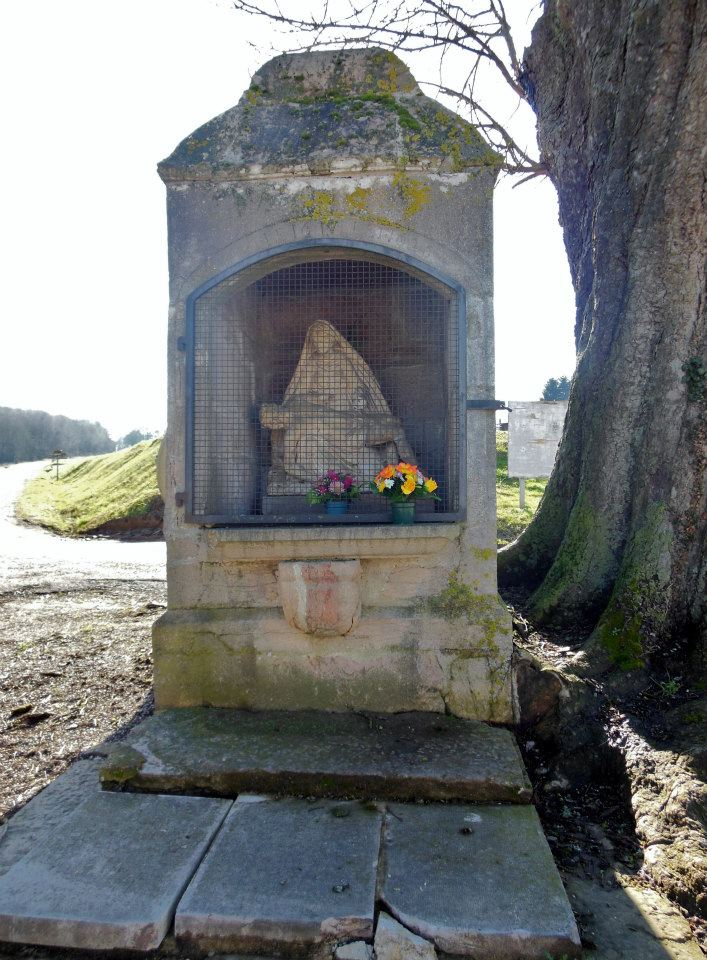
Oratoire.
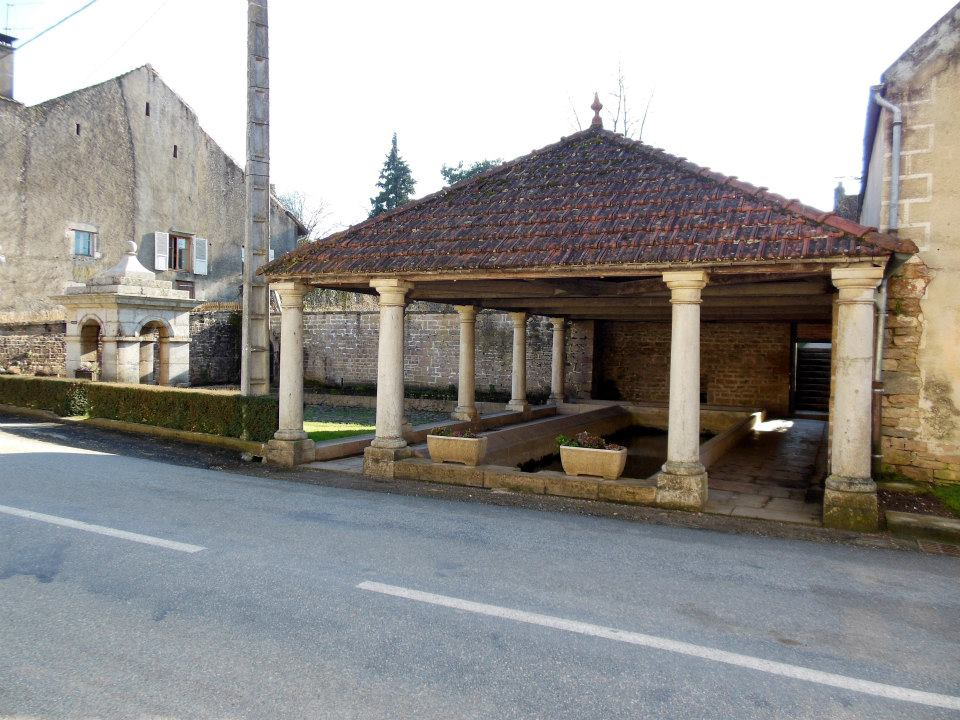
Lavoir-fontaine.
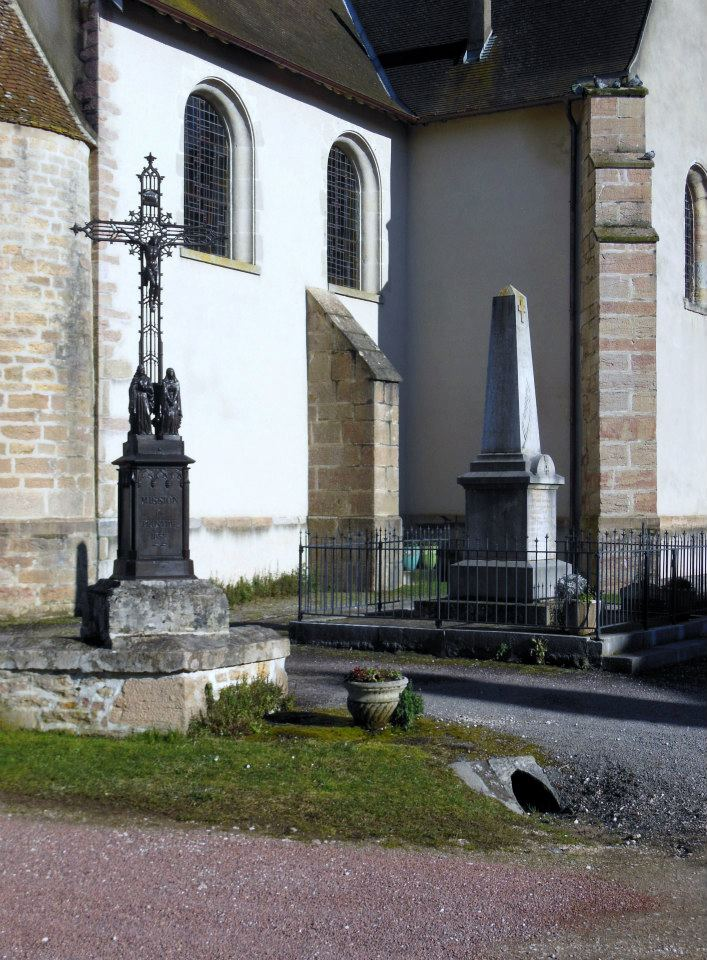
Croix de mission et monument aux morts.
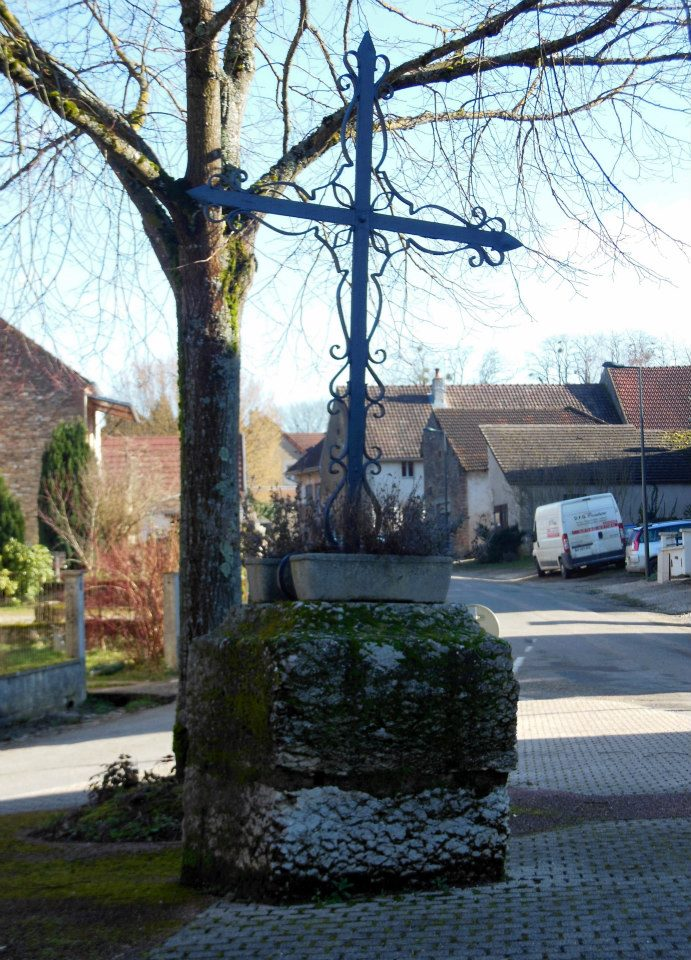
Croix de chemin.